# Blaž Tabaj
Blaž Tabaj, slovenski cesarsko-kraljevi orožnik in narodni delavec, * 2. februarja 1870, Štandrež pri Gorici, † 6. januarja 1928, Štandrež pri Gorici.

## Službovanje, narodno in kulturno delo
Bil je sin znanega krojača Janeza Tabaja iz Štandreža št. 5 in Marije Golja. Imel je štiri brate, Andreja, Alojzija, Antona in Ivana ter sestri Marijo in Leopoldino in še tri brate in sestre, ki so zgodaj umrli. Andrej in Ivan sta bila duhovnika in profesorja verouka. Anton je bil pisar na sodišču v Gorici, medtem ko Alojzij je bil trgovec in gostilničar v Štandrežu, na Velikem Dolu in v Trstu.

### Orožnik in občinski obhodnik
Blaž Tabaj je bil žandarm oz. orožnik. Leta 1898, ob 50-letnici kronanja cesarja Franca Jožefa I. Habsburško-Lotarinškega, je bil kot pripadnik oboroženih sil odlikovan z bronasto jubilejno medaljo "Signum memoriae". Od dne 26. marca 1905 je s sklepom občinskega odbora postal tudi občinski obhodnik v Štandrežu. 

### Poklicni podvig
V njegovi orožniški karieri pomnimo leta 1901 aretacijo italijanskega zločinca Andree Sgardellija, pripadnika "nevarne tatinske družbe", ki je prihajala na ropanje čez italijansko mejo. O dogodku sta poročala časopisa Slovenec in Amerikanski Slovenec, ki so ga tiskali v Illinoisu v Združenih Državah Amerike. 

## Prva svetovna vojna in povojno obdobje
V prvi svetovni vojni je bil črnovojnik in vodnik (četovodja) na soški fronti.  Njegova družina (žena Marija Angela Tabaj roj. Rijavec in otroci Jožefa, Amalija, Marija, Ivan in Andrej) je v tem obdobju bila v begunstvu v Bizoviku pri Ljubljani, da bi se zavarovala pred divjanjem italijanskih topov.
Po prvi svetovni vojni rodna Goriška je sodila pod Italijo. Zaradi obstreljevanja je domačija Blaža Tabaja utrpela precejšnjo škodo, zato je Blaž leta 1920 oddal okrajni sodniji v Gorici prošnjo za povračilo vojne škode. Prošnjo je izpolnil izključno v slovenskem jeziku, kar je verjetno botrovalo k zelo nizki vsoti, ki jo je prejel. Italijanska država je prav kmalu pričela hudo preganjati oba njegova brata duhovnika, Andreja in Ivana. Brat Alojzij se je v tistih letih odločil zapreti svoj gostinski obrat v Barkovljah pri Trstu, zaradi fašističnega pritiska.

## Smrt
Blaž Tabaj je leta 1928 umrl zaradi čira na želodcu, zaradi katerega so ga tudi operirali v goriški bolnišnici.